# ویاچسلاو زاهورودنیوک
ویاچسلاو زاهورودنیوک (اوکراینی: В'ячеслав Васильович Загороднюк؛ زادهٔ ۱۱ اوت ۱۹۷۲) اسکیت‌باز نمایشی اهل اوکراین است.

## زندگی
زاهورودنیوک در اودسا زاده شد. وی همچنین از اسکیت‌بازان نمایشی در بازی‌های المپیک زمستانی ۱۹۹۲ و ۹۸ بوده‌است.